# Quatuor à cordes no 11 de Chostakovitch
Pour les articles homonymes, voir Quatuor à cordes no 11.
Le Quatuor à cordes no 11 en fa mineur (opus 122) est une œuvre de musique de chambre composée par Dmitri Chostakovitch en 1966. Créé par le Quatuor Beethoven à Moscou le 30 mai 1966, il est dédié à la mémoire de Vassili Chirinski, second violoniste et membre fondateur du Quatuor Beethoven, disparu quelques semaines plus tôt et remplacé par Nicolas Zabatnikov. C'est le premier des quatre quatuors de Chostakovitch dédiés au Quatuor Beethoven, chacun étant dédié à un membre différent de cet ensemble instrumental.

## Structure
Le onzième quatuor est composé de sept mouvements enchaînés attacca :
1. Introduction - Andantino
2. Scherzo - Allegretto
3. Récitatif - Adagio
4. Étude - Allegro
5. Humoresque - Allegro
6. Élégie - Adagio
7. Conclusion - Moderato

Les titres des mouvements peuvent apparaître décalés : l’Introduction n'en est pas vraiment une, le Scherzo est joué pianissimo, le Récitatif ne fait pas entendre de discours soliste, tandis que le ton supposé de l’Humoresque est absent. L'ensemble apparaît comme un poème sans paroles en sept versets, dont seul l'avant-dernier, Élégie, présente un caractère évident de « tombeau ».
Pour Bertrand Dermoncourt, Dmitri Chostakovitch dans cette pièce « exprime la triste vanité du monde ». D'une tonalité très schubertienne, d'une extrême désolation, ce quatuor apparaît en effet comme une sorte de « voyage d'hiver ». Quelques citations tronquées d'œuvres antérieures se font entendre, sans éclairer un discours aux tonalités sombres et assourdies.
D'une durée de 18 minutes environ, le onzième quatuor de Chostakovitch utilise pratiquement toutes les techniques de composition imaginables à son époque (notamment le dodécaphonisme).

## Discographie sélective
- Quatuor Borodine, intégrales des quatuors à cordes de Chostakovitch, chez Melodiya / BMG, 1997.